# گرنت کینگ
گرنت کینگ (به انگلیسی: Grant King) (زاده ۱۹۵۵) کارآفرین، بازرگان و مدیر ارشد اجرایی استرالیایی است، که در حال حاضر به‌عنوان مدیر عامل اجرایی و رییس هیئت مدیره شرکت اوریجین انرژی فعالیت می‌کند.